# SP Regionalverband Ostbelgien
SP Regionalverband Ostbelgien of de Sozialistische Partei (SP) is een regionale afdeling (federatie) van de Belgische sociaaldemocratische politieke partij Parti Socialiste in de Duitstalige Gemeenschap. 
In het Parlement van de Duitstalige Gemeenschap (zitting 2024-2029) heeft de SP drie zetels. Tussen 1999 en 2014 leverde de partij met Karl-Heinz Lambertz de minister-president van de Duitstalige Gemeenschap.

## Voorzitters
- 1973-1977: Ferdinand Dupont
- 1977-1978: Ludwig Rompen
- 1978-1982: Marcel Lejoly
- 1982-1983: Walter Mölter
- 1983-1984: Marcel Lejoly
- 1984–1990: Karl-Heinz Lambertz
- 1990-1999: Jean-François Crucke
- 1999-2011: Edmund Stoffels
- 2011–2015: Antonios Antoniadis
- 2015–2023: Matthias Zimmermann
- 2023-heden: Linda Zwartbol

## Politieke mandaten

### Regionale regeringsdeelnames
| Regering              | minister-president  | Partijen         | Periode     |  |
| --------------------- | ------------------- | ---------------- | ----------- |  |
| Regering-Fagnoul      | Bruno Fagnoul       | PFF, CSP, SP     | 1984 - 1986 |  |
|                       |                     |                  |             |  |
| Regering-Maraite II   | Joseph Maraite      | CSP, PFF, SP     | 1990 - 1995 |  |
| Regering-Maraite III  | Joseph Maraite      | CSP, SP          | 1995 - 1999 |  |
| Regering-Lambertz I   | Karl-Heinz Lambertz | SP, PFF, Ecolo   | 1999 - 2004 |  |
| Regering-Lambertz II  | Karl-Heinz Lambertz | SP, PFF, PDB-PJU | 2004 - 2009 |  |
| Regering-Lambertz III | Karl-Heinz Lambertz | SP, PFF, ProDG   | 2009 - 2014 |  |
| Regering-Paasch I     | Oliver Paasch       | ProDG, SP, PFF   | 2014 - 2019 |  |
| Regering-Paasch II    | Oliver Paasch       | ProDG, SP, PFF   | 2019 - 2024 |  |

De ministers van de SP van 1984 tot heden zijn/waren:
- Antonios Antoniadis
- Karl-Heinz Lambertz
- Marcel Lejoly

### Huidige mandaten

#### Waals Gewest
De verkozene in het Waals Parlement is:
- Patrick Spies

#### Duitstalige Gemeenschap

##### Wetgevende macht
De verkozenen in het Parlement van de Duitstalige Gemeenschap zijn:
- Björn Klinkenberg
- Mechtilde Neuens
- Kirsten Neycken-Bartholemy